# Can't Hardly Wait
Can't Hardly Wait (no Brasil e em Portugal, Mal Posso Esperar) é um filme de comédia adolescente estadunidense de 1998 escrito e dirigido por Deborah Kaplan e Harry Elfont. É estrelado por um elenco incluindo Jennifer Love Hewitt, Ethan Embry, Charlie Korsmo, Lauren Ambrose, Peter Facinelli, e Seth Green, e é notável por uma série de "antes-que-eram-famosos" de aparições de estrelas teen.
A história se passa em uma festa de formatura do ensino médio e em um estilo muito parecido com o dos filmes do ensino médio de 1980. Os cineastas foram inspirados por sua observação de que na maioria dos filmes adolescentes as melhores cenas foram as cenas de festas, e, assim, decidiu fazer um filme inteiramente definido em uma festa. Embora o filme lida com estereótipos comuns do ensino médio, alguns favorecem a sua mise caótico, mas atraente mise-en-scène e performances.
Can't Hardly Wait foi nomeado após canção dos The Replacements com o mesmo título, a partir de seu álbum de 1987 Pleased to Meet Me. A música é tocada no final do filme, quando os créditos começam a rolar.
Este filme foi classificado como número 44 na lista dos 50 melhores filmes de ensino médico da Entertainment Weekly. Este filme foi lançado diretamente em vídeo no Brasil.

## Sinopse
Durante a festa de formatura do colegial, Preston Meyers (Ethan Embry), um jovem tímido, fica sabendo que Amanda Beckett (Jennifer Love Hewitt), a garota mais popular e desejada do colégio, foi abandonada pelo ex-namorado, Mike Dexter (Peter Facinelli). Todos os alunos vão estar na festa naquela noite e Preston confidencia para Denise Fleming (Lauren Ambrose), sua melhor amiga, que esta é a hora de declarar-se a Amanda.
O que para Preston pode ser um momento mágico, para a maioria é uma noite de comemoração, onde o sexo, drogas e rock'n roll são a tônica da festa. Como para William Lichter (Charlie Korsmo), um ótimo aluno que planeja vingança contra Dexter, que sempre o humilhou. Além disto, Kenny Fisher (Seth Green) pretende perder sua virgindade nesta última chance antes do fim do colegial.

## Elenco
- Jennifer Love Hewitt como Amanda Beckett
- Ethan Embry como Preston Meyers
- Charlie Korsmo como William Lichter
- Lauren Ambrose como Denise Fleming
- Peter Facinelli como Mike Dexter
- Seth Green como Kenny Fisher
- Robert Jayne como Richie Coolboy
- Michelle Brookhurst como Molly Stinson, party host
- Joel Michaely como X-File #1
- Jay Paulson como X-File #2
- Chris Owen como Klepto Kid
- Jason Segel como Garoto da Melancia
- Clea Duvall como Jana
- Jamie Pressly, Tamala Jones, e Jennifer Lyons como As Namoradas
- Channon Roe, Sean Patrick Thomas, e Freddy Rodriguez como Jocks
- Erik Palladino como Primo Ron
- Donald Faison como Baterista
- Paige Moss como Ashley
- Eric Balfour como Hippie
- Selma Blair e Jennifer Paz como Garotas que Dexter paquera
- Sara Rue como Garota do Planeta Terra
- Nicole Bilderback como Garota pronta para fazer sexo
- Leslie Grossman como Amiga da Garota pronta para fazer sexo
- Monica McSwain como Groupie
- Marisol Nichols como Groupie #2
- Vicellous Reon Shannon como Reddi-wip Kid
- Jamie Donnelly

### Não Creditados
- Jenna Elfman como A Stripper Anjo
- Jerry O'Connell como Trip McNeely
- Melissa Joan Hart como Vicki, Garota do Anuário
- Breckin Meyer como Cantor da banda "Love Burger"
- Deborah Kaplan e Harry Elfont como A Vozes dos Estudantes se graduando
- Amber Benson como Stephanie

## Produção
Várias das frases ditas durante os créditos de abertura de
Can't Hardly Wait foram ditos pelos próprios diretores do filme, Harry Elfont e Deborah Kaplan.

### Recepção
Can't Hardly Wait foi lançado em 12 de junho de 1998, e arrecadou $8,025,910 em sua semana de estreia. Seu produto interno bruto total foi de $25,605,015, o que era mais do que o dobro do seu orçamento.
O filme recebeu críticas mistas dos críticos, já que tem uma classificação de 40% no Rotten Tomatoes com base em 58 comentários.

### Home media
O filme foi lançado em VHS e DVD em 17 de novembro de 1998. Mais tarde, foi re-lançado em 30 de setembro de 2008 em DVD e Blu-ray, como o "10 Year Reunion Edition", para comemorar 10 º aniversário do filme, e o relançamento incluiu características do bônus que não aparecem na versão original.

### Versão alternativa
A fim de que o filme pudesse receber uma classificação PG-13, uma série de cenas foram excluídos da impressão final. As cenas que faltam estão descritas no IMDb. Entre elas, havia uma personagem, chamada simplesmente de "Garota Bêbada" (Jennifer Elise Cox), que sempre que falava em cena aparecia legendas com o que ela queria dizer, já que o som que saía de sua boca era totalmente incompreensível. Esta personagem acabou sendo cortada do filme a fim de que ele pudesse receber uma censura mais branda nos cinemas norte-americanos.

## Trilha sonora
A trilha sonora do filme alcançou a posição número 25 na parada Billboard 200.
| N.º | Título                          | Performance de                                     | Duração |  |
| 1.  | "Graduate"                      | Third Eye Blind                                    | 3:07    |  |
| 2.  | "Can't Get Enough of You Baby"  | Smash Mouth                                        | 2:31    |  |
| 3.  | "Dammit"                        | Blink-182                                          | 2:46    |  |
| 4.  | "I Walked In"                   | Brougham                                           | 4:19    |  |
| 5.  | "Turn It Up (Remix)/Fire It Up" | Busta Rhymes                                       | 3:44    |  |
| 6.  | "Hit 'Em Wit Da Hee" (Remix)    | Missy "Misdemeanor" Elliott (com Lil' Kim e Mocha) | 4:50    |  |
| 7.  | "Swing My Way" (Radio Edit)     | K.P. and Envyi                                     | 4:08    |  |
| 8.  | "Flashlight"                    | Parliament                                         | 4:27    |  |
| 9.  | "It's Tricky"                   | Run-D.M.C.                                         | 3:02    |  |
| 10. | "High"                          | Feeder                                             | 4:34    |  |
| 11. | "Tell Me What to Say"           | Black Lab                                          | 4:06    |  |
| 12. | "Farther Down"                  | Matthew Sweet                                      | 3:48    |  |
| 13. | "Can't Hardly Wait"             | The Replacements                                   | 3:03    |  |
| 14. | "Umbrella"                      | Dog's Eye View                                     | 3:34    |  |
| 15. | "Paradise City"                 | Guns N' Roses                                      | 6:45    |  |

Canções apresentadas no filme, mas não estão na trilha sonora incluem:
- "London" - Third Eye Blind
- "Mandy" - Barry Manilow
- "Caress Me Down" - Sublime
- "Romeo and Juliet" - Dire Straits
- "6 Underground" - Sneaker Pimps
- "Open Road Song" - Eve 6
- "I'll Make Love to You" - Boyz II Men
- "Wooly Imbibe" - Soul Coughing
- "Walkin' on the Sun" - Smash Mouth
- "Cold Beverage" - G. Love and Special Sauce
- "Ode" - Creed
- "How Do I Make You" - Jennifer Love Hewitt
- "Don't Leave Me This Way" - Thelma Houston
- "All Mixed Up" - 311
- "More Human than Human" - White Zombie

- "Inside Out" - Eve 6
- "Get It On" - Kingdom Come
- "Bust a Move" by Young MC
- "Groove is in the Heart" (The Deee-Remix) - Deee-Lite
- "The Mac" - Dr. Freeze
- "Funky Cold Medina" - Tone Lōc
- "Ghost Radio" - Brian Setzer Orchestra
- "Lucas With the Lid Off" - Lucas
- "Love Hurts" - Nazareth
- "Waiting for a Girl Like You" - Foreigner
- "Sugar Cane" - Space Monkeys
- "Funk #49" - James Gang
- "When Will I See You Again" - The Three Degrees
- "Only You" - Yazoo

## Ligações Externas
- Can't Hardly Wait. no IMDb.
- Can't Hardly Wait (em inglês). no Box Office Mojo.
- «Can't Hardly Wait» (em inglês) no Rotten Tomatoes
- Can't Hardly Wait no AdoroCinema